# 정현우 (야구 선수)
정현우(2006년 4월 13일 ~ )는 KBO 리그 키움 히어로즈의 투수이다.

## 키움 히어로즈시절
2025년에 입단하였다. 2025년 3월 26일 KIA 타이거즈와의 경기에 출전하며 데뷔 첫 경기를 치렀고, 경기에서 5이닝 8피안타 7사사구 4탈삼진 6실점 4자책점을 기록하였다.

## 출신 학교
- 서울홍제초등학교
- 충암중학교
- 우신고등학교(전학) -> 덕수고등학교(졸업)